# Biarmosuchus
Biarmosuchus es un género de terápsidos perteneciente a la familia Biarmosuchidae que vivió hace aproximadamente 255 millones de años, durante el Pérmico Superior. Sus restos fueron descubiertos en la región de Perm en Rusia. El espécimen fue encontrado en un canal de arenisca que fue depositado por la inundación de agua proveniente de los nacientes montes Urales. La especie denominada Biarmosuchus tener es la más primitiva de los reptiles similares a mamíferos y tenía miembros delgados. Tenía un gran agujero ocular y un orificio temporal pequeño; que le proporcionaba una mordida débil. Se ignora como se alimentaba.
Tenía una dentadura de ocho incisivos pequeños en el paladar, seguido por un diente canino. Adicionalmente la especie tenía catorce dientes en el maxilar superior y veinte en el maxilar inferior, todos de pequeño tamaño.

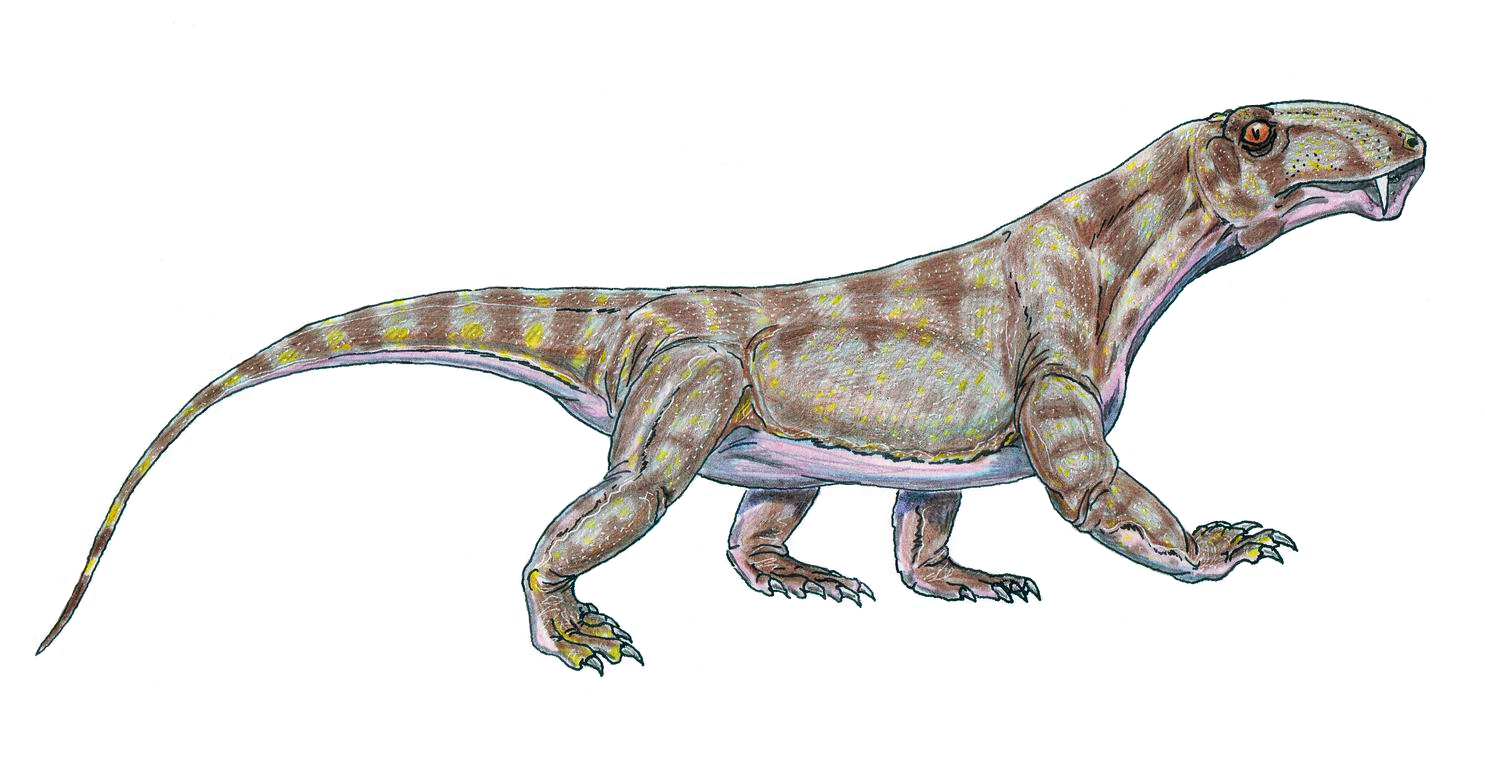
Biarmosuchus
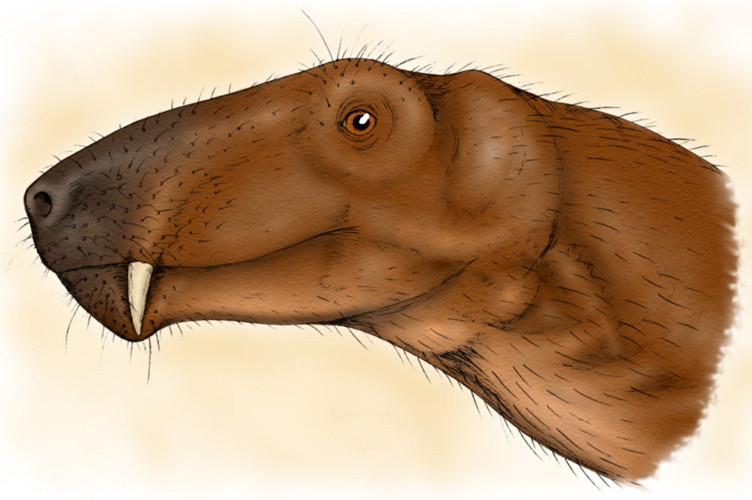
Cabeza de Biarmosuchus tener.
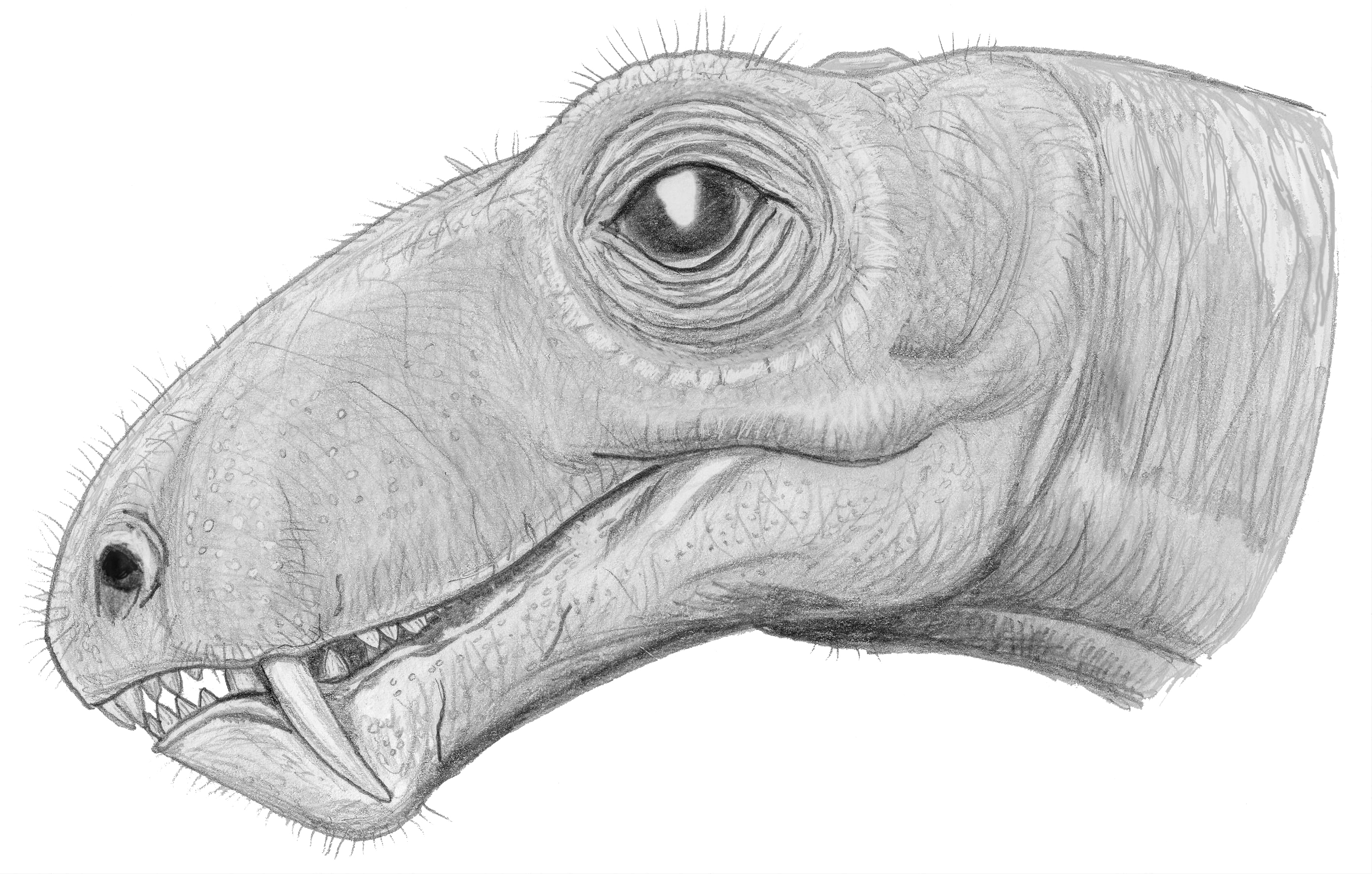
Biarmosuchus tagax